# Мера (річка)
Мера (лит. Mera, пол. Mera) — річка в Литві, у старостві Швянченіс й Пабраде Швянченіського районі Вільнюського повіту. Ліва притока Жеймени (лит. Žeimena) (басейн Балтійського моря).

## Опис
Довжина річки 60,3 км. Найкоротша відстань між витоком і гирлом — 24,88 км, коефіцієнт звивистості річки — 2,42. На деяких ділянках річка каналізована.

## Розташування
Бере початок у місті Швянченісі. Спочатку тече переважно на південний захід через Струнішкі. У Залаваші повертає на північний захід, тече через Памароніс і впадає в річку Жеймену, праву притоку Нярісу (Вілія).
Притоки: Тамтіца (права), Струна (ліва).
Річку перетинає залізниця на відрізку Вільнюс — Даугавпілс. На правому березі річки на відстані 707 м розташована станція Пажейм'яне.